# XEGLO
La voz de la Sierra Juárez, cuyo indicativo es XEGLO, es una emisora de radio comunitaria indígena que emite desde Guelatao de Juárez, Oaxaca en la frecuencia de 780 kHz de la banda de amplitud modulada con 10 kW de potencia. Transmite contenidos en las lenguas chinanteca, mixe, zapoteca y española, y pertenece al Sistema de Radiodifusoras Culturales Indigenistas (SRCI) del Instituto Nacional de los Pueblos Indígenas (INPI).

## Historia
XEGLO nació como parte de la expansión del SRCI, con el fin de consolidar medios de comunicación indígenas en distintas regiones del país con fines comunitarios, sociales y culturales. El enfoque promovido por el antropólogo Arturo Warman desde la dirección del Instituto Nacional Indigenista (INI) fue el de radios de "transferencia", es decir, que nacerían bajo el apoyo gubernamental pero que gradualmente pasarían a manos de las comunidades indígenas.
Inició transmisiones el 17 de marzo de 1990 bajo el lema Comunicación para el desarrollo, y en su programación incluye música, conocimiento e información de dieciséis grupos originarios que habitan la Sierra Juárez. En 1994 su entonces director Aldo González fue obligado a renunciar por su papel de asesor del EZLN. En 1997, siguiendo los fundamentos por los cuales fue fundada, la radio tuvo un intento infructuoso de pasar al control de las comunidades indígenas de manera permanente, lo que fue impedido por el entonces director del INI, Carlos Tello.
La radio funcionó temporalmente en las instalaciones de la presidencia municipal de Guelatao, hasta que contó con su propia sede. En 2013 fueron inauguradas unas nuevas oficinas. Cuenta con 10 empleados.